# Pomar de Dalt

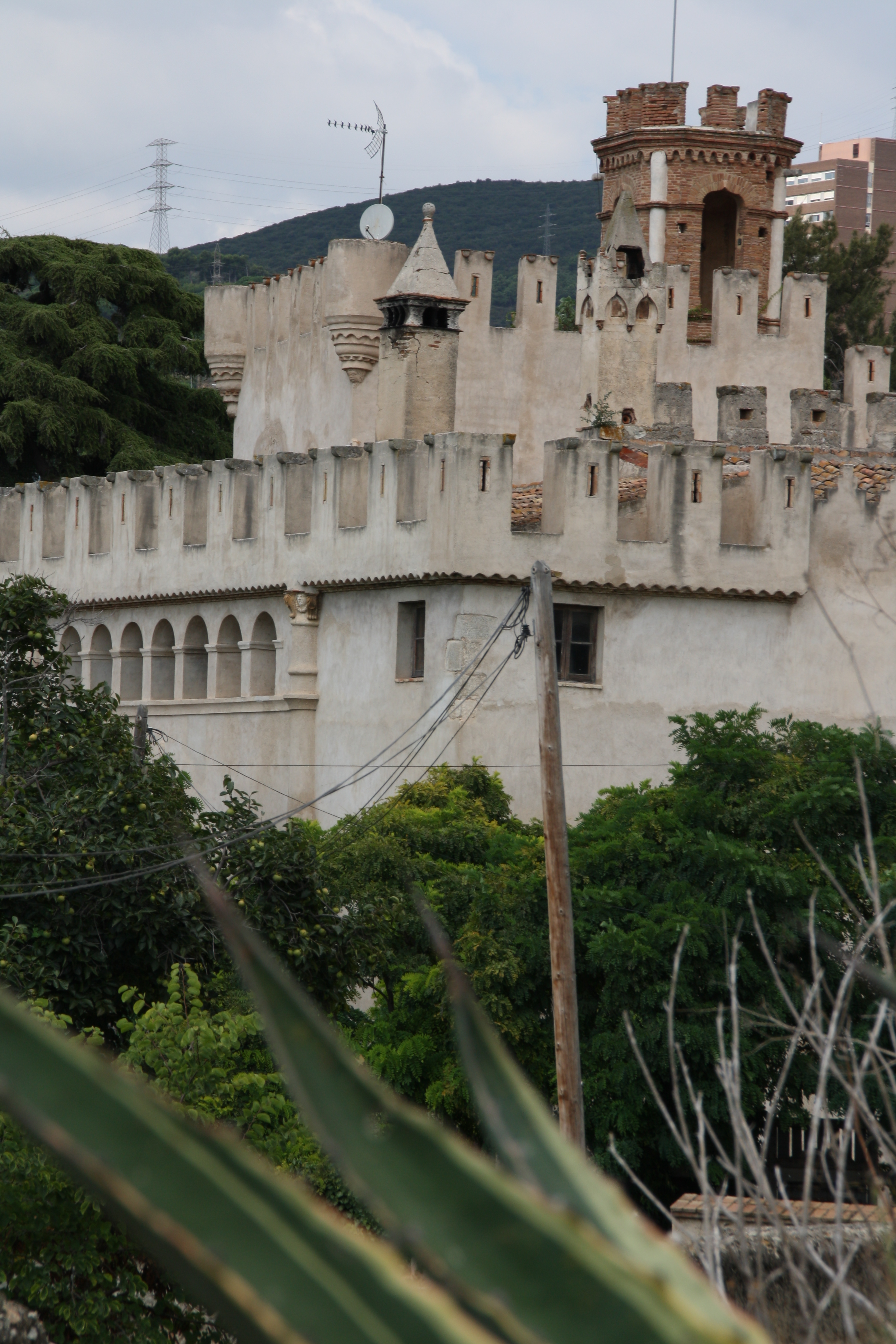
Vista parcial del Castell de Godmar

Pomar de Dalt és un barri de Badalona (Barcelonès) que forma part del Districte III juntament amb Bonavista, Bufalà, Canyet, Les Guixeres, Mas Ram, Montigalà oriental, Morera i Pomar. Limita amb el terme municipal de Tiana i de Sant Fost de Campsentelles, i amb els barris badalonins de Canyet, Bonavista, Morera, Pomar, Mas Ram i Les Guixeres.
Pomar de Dalt és un barri gran en extensió però és, amb diferència, el menys habitants de la ciutat sense comptar el polígon industrial de Les Guixeres. Segons el padró municipal de 2015, Pomar de Dalt només té 81 habitants, dels quals 44 (el 54,3%) són homes i 37 (el 45,7%) són dones.

## Història
El barri apareix oficialment per primera vegada a la divisió de barris de Badalona establerta el febrer de 1980. Fins aleshores havia format del barri de Canyet. No obstant això, l'expressió Pomar de Dalt s'ha utilitzat des d'antic per denominar aquesta zona, que ocupa part de la vall que ocupa la part alta de la riera de Pomar, des de la serralada fins als inicis de la plana, zona que era coneguda, en contraposició, com Pomar de Baix. En qualsevol cas, antigament, el topònim Pomar s'usava per designar una àmplia zona a l'entorn de les rieres de Pomar, Canyadó i de Montalegre, des de la serralada fins al mar, però actualment serveix per denominar l'actual barri de Pomar, molt més reduït en mida, que identifica avui el conjunt d'habitatges construïts pel Ministerio de la Vivienda entre 1965 i 1967.
Els usos del sòl havien estat usualment agrícoles, actualment, però, aquesta activitat ha deixat pas a la urbanització del barri, minsa això sí, que fa que a nivell paisatgístic el barri continuï sent eminentment rural, però pel que fa a les seves activitats econòmiques, està dirigit al sector serveis i d'oci, com pot ser un camp de Pitch & Putt al castell de Godmar. A més, la major part dels seus límits estan dintre del parc de la serralada de Marina i, per tant, el seu entorn natural està protegit. Per tant, bàsicament són terrenys forestals, amb diverses masies escampades, tret del polígon industrial de Pomar, construït dintre dels límits del barri, a la part baixa, a l'altra banda de la B-20.

## Llocs d'interès
Predominen les masies, en un bon estat de conservació la major part d'elles, i moltes d'elles amb edificis annexos, cellers i antigues capelles pròpies. En són exemples can Colomer, antigament un museu propietat del baró de Terrades, o can Boscà, ambdues ubicades sobre antigues vil·les romanes, més tard van ser transformades en masos per a usos agrícoles i reformades en segles posteriors, concretament en el segle xvi. Altres exemples en són can Vestit o can Miravitges, que va ser propietat del pintor Antoni Ros i Güell, i una bona part de la seva obra pictòrica es conserva a la masia, si bé actualment també acull una escola de natura de Badalona, que depèn del Museu de Badalona, que hi realitza visites guiades.
L'element més destacat és probablement el castell de Godmar, també anomenant cal Comte, antic casal fortificat amb una torre de defensa adossada. Conserva elements romànics del segle xii-xiii i elements gòtics del xv, si bé va patir reformes medievalitzants al segle xix. La història d'aquesta finca es remunta almenys a l'any 1030, relacionada amb l'alou adquirit pel bisbe Godmar III de Girona el 989, que posteriorment va passar a altres famílies, per passar finalment als Blanes-Centelles, que la van comprar el 1402, posteriorment heretat pels ducs de Solferino, i que va passar a denominar el territori de l'antic veïnat de Pomar com Quadra de Blanes. Actualment els descendents encara en són els propietaris. La masia de ca l'Arquer, més tardana del segle xvi, que encara es conserva, havia pertangut a la mateixa finca dels ducs, que a causa d'una divisió del patrimoni familiar, avui és una finca independent.